# アントニオ・マラス
アントニオ・マラス（Antonio Marras、1961年1月21日 - ）はイタリア・サルデーニャ島アルゲーロ生まれのファッションデザイナーであり、また彼の持つファッションブランドである。

## プロフィール
1961年、イタリア・サルデーニャ島アルゲーロに生まれる。生家は島の洋装店。幼い頃からテキスタイルに興味を持ち、26歳でファッションの仕事をはじめる。1991年に初のオートクチュール作品を発表。1999年、1991-2000秋冬ミラノ・レディースコレクションより自身のブランド「アントニオ・マラス」を発表。生地サルディニアの伝統文化から着想した、贅沢で繊細な素材と、精緻なクラフトワークで注目を浴びる。2003-2004秋冬からミラノ・メンズコレクションに参加。2004年、ケンゾー（KENZO）のレディース部門デザイナーに就任し、2004-2005秋冬パリ・コレクションを発表。

## ブランドコンセプト
アントニオ・マラスはラボラトリオ（実験室）。布で遊び、サルデーニャ島に残る刺しゅうなどの伝統技術を融合させ、他にはない服への挑戦。

## 主なブランド名
- アントニオ・マラス（Antonio Marras）
- ケンゾー（KENZO）